# Abū Ishāq al-Fazārī
Abū Ishāq al-Fazārī, mit vollständigem Namen Ibrāhīm ibn Muhammad ibn al-Hārith, Abū Ishāq al-Fazārī, arabisch إبراهيم بن محمد بن الحارث , أبو إسحاق الفزاري, DMG Ibrāhīm b. Muḥammad b. al-Ḥāriṯ, Abū Isḥāq al-Fazārī (gest. gegen 804) war ein islamischer Historiker, Traditionarier und Rechtswissenschaftler irakischer Herkunft.

## Leben
Seine Ausbildung erhielt er zunächst in Kufa, wo seine Vorfahren, die Banū Fazāra, ansässig waren. Später zog er nach Bagdad und Damaskus. Er ließ sich dann in Mopsuestia; an einer der Grenzstationen zum Byzantinischen Reich nieder, wo er sich vor allem mit der Gestaltung des islamischen Fremden- und Kriegsrechts (siyar) gemäß den Lehren seines Meisters al-Auzāʿī beschäftigte. Er wirkte auch als Rechtsberater von Hārūn ar-Raschīd in kriegsrechtlichen Fragen. Gemäß al-Mizzī soll er bei mehr als 80 Lehrern studiert haben. In Mopsuestia, dessen Ribat zu Beginn des 8. Jahrhunderts ausgebaut und von muslimischen Truppen bewohnt war, hatte er stets einen großen Schülerkreis. Noch Ibn ʿAsākir und Ibn Hadschar al-ʿAsqalānī berichten in ihren Gelehrtenbiographien, dass er die Ribatbewohner belehrte, ihnen die Sunna (Mohammeds) unterrichtete und ihnen befahl, zu tun, was recht ist, und verbot ihnen, was verwerflich ist. Er war allerdings nicht nur ein Rechtstheoretiker, sondern auch ein aktiver Kämpfer; seine Beteiligung an einem Sommerfeldzug im Jahre 772 ist bezeugt. Auch ihn, wie seinen Lehrer al-Auzāʿī, nennt Muhammad ibn Saʿd in seinem Klassenbuch unter denjenigen Gelehrten, die sich in den Ribats aufgehalten und dort gewirkt haben.

## Werke
Sein Buch über juristische Fragen des Kriegs- und Fremdenrechts, in dem er sich vor allem auf die Lehre von al-Auzāʿī und anderen Repräsentanten des frühen Fiqh stützte, ist in der Qarawiyyin-Bibliothek in fünf Teilen unter dem Titel Kitāb as-Siyar كتاب السير erhalten. Es ist zwar kein Autograph, aber immerhin eine sehr alte Abschrift aus dem 9. Jahrhundert auf Pergament. Titelvarianten wie كتاب السير في الأخبار / Kitāb as-siyar fī ʾl-aḫbār / ‚Die Sira über Nachrichten‘ lassen zunächst auf eine Biographie Mohammeds schließen. Es ist jedoch eines der ältesten erhaltenen Rechtswerke, in dem die Rechtspraxis der Umayyaden-Zeit in ihrer Konfrontation mit dem Dār al-Harb systematisch dargestellt wird. Von den fünf überwiegend sehr beschädigten Teilen hat der marokkanische Forscher Fārūq Ḥammāda den am besten erhaltenen zweiten Teil 1987 herausgegeben. Aus den anderen Teilen der Handschrift hat er lediglich die noch leserlichen Kapitelüberschriften im Anhang zusammengestellt.
Soweit in diesem Werk von al-Fazārī prophetenbiographische Züge nachweisbar sind, so handelt es sich um die Kriegszüge Mohammeds, um Fragen der Beuteverteilung und der Behandlung von Gefangenen, die als Prophetensunna oder als Rechtspraxis der ersten Generationen juristisch erörtert werden.
Das Buch ist noch in der Mitte des 10. Jahrhunderts in Guadalajara – Wādī al-Hidschāra / وادي الحجارة / Wādī ʾl-Ḥiǧāra / ‚steiniges Wadi‘ – als Unterrichtsmaterial verwendet worden und kam auf nicht mehr rekonstruierbarem Weg in den Besitz des andalusischen Gelehrten Ibn Baschkuwāl (gest. 1183).
at-Tabarī stand al-Fazārīs Rechtswerk zur Verfügung und wertete es in seinem Buch ichtilāf al-fuqahāʾ / اختلاف الفقهاء / iḫtilāf al-fuqahāʾ / ‚Die kontroversen Lehrmeinungen der Rechtsgelehrten‘ mehrfach aus.